# Al Capone
Alphonse Gabriel Capone, alvilági nevén „Al” Capone vagy „Sebhelyesarcú” (angolul: Scarface; nevének kiejtése: [kö-póun], vagy a magyaros–olaszos ejtés szerint: [ka-pó-ne]; USA, New York, Brooklyn, 1899. január 17. – Florida, 1947. január 25.) amerikai gengszter, az életéről készített filmeknek és a sajtónak köszönhetően világszerte ismertté vált, hírhedt bűnöző. A mai szervezett bűnözés alapjait tulajdonképpen Al Capone fektette le. Ennek fő motorja a korrupcióban rejlett, aminek mestere volt.
Nevét a „chicagói gengszter” kifejezés szinonimájaként ismerik az egész világon, és egyben ő a történelem egyik leghíresebb bűnözője. Már 26 éves korára ravasz és éleselméjű gonosztevővé vált, aki hatalmas pénz felett uralkodott. Minden idők egyik leghatalmasabb amerikai maffiafőnökeként markában tartotta egész Chicagót. A Capone-bűnszervezet körülbelül ezer tagot számlált, az alvilági tevékenységek közül érdekeltek voltak a szeszcsempészetben, a szerencsejátékban és a prostitúcióban. Capone az 1920-as évek végén az FBI tíz legkeresettebb bűnözőjének (Most Wanted) listájára került.
Egyetlen gyilkosságot sem tudtak rábizonyítani, de adócsalás miatt végül 1931-ben sikerült börtönbe zárni. Az A
atlantai szövetségi börtönben kezdte büntetésének letöltését, de 1934-ben (biztonsági okokból) átszállították az Alcatraz-szigetre. Rabsága éveiben egészsége megromlott, elméje kezdett elborulni, szifilisze részleges bénulást okozott szervezetében. 1939 novemberében, 8 év börtönbüntetés letöltése után, a félig roncs Caponét szabadlábra helyezték. Már nem volt a régi, hatalmát soha többé nem tudta visszaszerezni, visszavonultan élt, 1947 januárjában agyvérzést, majd tüdőgyulladást kapott, melyből már nem épült fel. Nem sokkal 48. születésnapja után, 1947. január 25-én halt meg.

## Élete

### Kezdetek
Az 1894-ben emigrált nápolyi szülők – Gabriele Caponi (1865–1920) és felesége, Teresina „T(h)eresa” Raiola (1867–1952) – kilenc gyermeke közül negyedikként látta meg a napvilágot 1899. január 17-én, New Yorkban, apja a Caponi nevet később Caponéra cserélte, mert az amerikaiak folyton így ejtették. Mivel abban a nyomornegyedben, ahová költöztek, számos más nemzetiség is élt, így a családok egymás és az őket körülvevő amerikaiak sovinizmusának is ki voltak téve, ezért Capone nem szerette, ha digónak (olasznak) nevezik, és mindig azt mondta, hogy szülei is az Amerikai Egyesült Államokban jöttek világra és nem külföldön. Ennek ellenére a családjával mindig nápolyi nyelven kommunikált.
Capone római katolikus volt. Sírkövén a „Jézusom irgalmazz” felirat áll.
Mivel elég szokatlan volt „foglalkozásához” az Alphonse (Alfonse) keresztnév, ezért ő maga se szerette, ha így szólítják, helyette inkább a rövid Al nevet viselte szívesebben.
Zűrös gyerekkora volt, például az általános iskola hatodik osztályában megverte egyik tanárát. Viszonzásul az igazgató meg őt verte meg, ami miatt otthagyta az iskolát és tizenévesen munkába állt. Többek között bolti eladóként, tekepályán, lőszergyárban és könyvkötőnél is dolgozott, de agresszív, durva és kezelhetetlen magatartása miatt sehol sem tudott megszokni. Ideálisabb körülményeket biztosított számára viszont a bűnözés és hamarosan csatlakozott a hírhedt Five Points Ganghez, melynek vezetője – Al későbbi példaképe – Frankie Yale volt. Legjobb barátja, Lucky Luciano is vele tartott, aki később szintén az alvilág egyik hírhedt alakjává vált. Capone tízes évei végén Yale brooklyni Harvard Inn nevű bordélyházában dolgozott csaposként és kidobóként, ahol a „Sebhelyes” gúnynevet kapta, miután egy lány miatt kitört verekedésben egy Frank Gallucino nevű huligán késsel megvágta arcának bal felét. Később azt nyilatkozta a riportereknek, hogy a sebhelyét az „Elveszett Hadsereg”-ben, az első világháborúban szerezte, pedig katona nem volt soha. Ugyan 1917-ben behívót kapott, de kezelhetetlen magatartása miatt hamar elbocsátották a hadseregből. Van olyan legenda is, hogy egy hivatásos bokszoló, akkori bajnok okozta neki a sebeket, mert Al kikezdett a húgával.
1918-ban Capone feleségül vette a nála két évvel idősebb Mae Coughlint, egy ír lányt, majd Brooklynba költöztek, és még abban az évben megszületett fiuk, Albert „Sonny” Francis Capone. 1919-ben A Long Island-i Amityville-be költöztek, még mindig Frankie Yale 'alkalmazottjaként'. 1919-ben két gyilkossági per miatt kényszerültek áttelepülni Chicagóba, sőt Capone egy másik embert is súlyosan bántalmazott, aki hosszas kórházi kezelésre szorult, de annak emberei vadásztak rá. A távoli, Kanadához közel fekvő városban John Torrio keze alá került. Torrio nagyra tartotta Capone tehetségét és mikor végleg összeveszett „Nagy” Jim Colosimóval (Torrio szeszcsempészettel akart foglalkozni, de Nagy Jim akkor már úgy meggazdagodott a prostitúcióból, hogy nem látta értelmét a terjeszkedésnek és nem engedte) elhatározta, hogy megöleti nagybátyját. Caponéval tervezték meg Colosimo likvidálását. Míg ők megdönthetetlen alibit szereztek maguknak, egy bérgyilkos végezte el helyettük a 'piszkos munkát'.
A Torrio–Capone duó egyre nagyobb hatalomra tett szert és akik nem működtek velük együtt, azok véres háborúra számíthattak. Torrio és Capone nagyon közeli kapcsolatban álltak egymással, Capone szinte apjaként tekintett rá és soha nem próbálta meg letaszítani a vezetői tisztségről, habár szeretett volna mihamarabb feljebb jutni a ranglétrán. 1924-ben az ellenszegülő ír Északi oldali banda (North Side Gang) vezérét, Dion O’Baniont megölették a brooklyni Frankie Yale segítségével, de O’Banion halálával nem tudták felmorzsolni a North Side Ganget, több évig tartó bandaháborúba bonyolódtak velük. Torrio egy ellene irányuló gyilkossági kísérletben súlyosan megsebesült, melyből csak nagy nehezen épült fel. A fokozódó problémák, az elharapódzó erőszak és a halálközeli élmény visszavonulásra kényszerítette Torriót. Miután 1925-ben kijött a kórházból úgy döntött átadja birodalmát Caponénak: „Al, most már mindenem a tied!” Torrio a harmincmillió dollárjával előbb visszatért Olaszországba, majd 1934-ben Capone tárgyalására Brooklynba, ahol azután hátralévő életében politikusként tevékenykedett és tanácsadóként továbbra is segítette a szervezett bűnözést.

#### A Négy Kettes, Capone főhadiszállása
A Négy Kettes nevét az épület címe adta: South Wabas sugárút 2222. 1919 végén egy kerek képű, kövér figura álldogált előtte. Ryler Cooper újságíró később így emlékezett vissza: „Sokszor láttam ott sétálgatni téli éjszakákon, feltűrt gallérral, kezét mélyen a zsebébe süllyesztve, miközben azt motyogta a járókelőknek, hogy van néhány szép lány odabenn.”
A fiatalember Al Capone volt, akkor még Johnny Torrio embere, többek között a bordélyházi kuncsaftszerzés is az ő feladatai közé tartozott. A Négy Kettes egy ideig a maffia főhadiszállása volt, ahova csak a maffia tagjai léphettek be egy acélráccsal elkülönített ajtón keresztül. Az első emeleten szalon, a második és a harmadik emeleten szerencsejáték-termeket üzemeltettek, a negyedik emeleten pedig színvonalas bordélyház működött. A pincében számos gyilkosság történt, miután évekkel később felfedezték a lejáratot, a rendőrség biztos volt benne, hogy rengeteg gengsztert itt tüntettek el. A szomszédos Frolics Klub komoly konkurenciát jelentett a Négy Kettesnek, mely ugyanazt nyújtotta, mint a Négy Kettes, csak alacsonyabb árakon.
A konkurencia kiiktatására a megoldást az egyik gyilkosságból származó holttest jelentette, melyet a Frolics Klub kemencéjébe tuszkoltak, majd tárcsázták a rendőrséget, és bejelentették, hogy a szomszédban illegális krematórium működik. A szirénákkal kiérkező rendőrség berobbant a klubba, és a pincében megtalálták a megégett holttestet. Azonnal bezáratták és több tetemet ugyan nem találtak, de a klub soha többé nem nyitott ki. A Négy Kettesben riválisaik hatalmas partival ünnepelték meg ezt az eseményt.

### A chicagói vezér
Torrio visszavonulásával a 26 éves Caponénak hirtelen egy ezer emberből álló maffiabandát és háromszázezer dollárnyi forgalmat kellett ellenőrzése alatt tartania és be kellett bizonyítania, hogy olasz létére más kisebbségekkel (zsidók, írek, lengyelek) is együtt tud dolgozni. Soha nem adta tanújelét annak, hogy bárkit hátrányos megkülönböztetésben részesítene vallása, faji vagy nemzeti hovatartozása miatt, ennek valószínűleg az volt az oka, hogy olyan negyedben nőtt fel, ahol nem csak olasz származású, hanem sok más országból érkezett bevándorló is lakott. Talán ő volt az első olyan maffiafőnök, aki nem elsősorban a nemzetiségük alapján válogatta az embereit.
A politikai, üzleti és társadalmi élet szereplőivel való rendszeres érintkezései révén lassan kezdett beépülni a közéletbe. Alvilági tevékenységét főleg szeszcsempészetre, szerencsejátékra és prostitúcióra korlátozta, úgyszólván a közösség szükségleteit „kiszolgálta”. 
Caponét olyan emberek vették körül, akikben megbízott, mindent megadott embereinek, egészen addig, amíg hűségesek voltak hozzá és nem csapták be. Rivális bandákkal szövetkezett, akik hittek ígéretében, hogy vezetése alatt majd ők is felvirágozhatnak. Folyamatosan bérgyilkosok célpontja volt az 1920-as években, számtalan alkalommal rálőttek, de életét nyugodtan rábízhatta testőreire. Egyik ilyen alkalommal, 1926-ban, O’Banion emberei több, gépfegyverekkel felszerelt kocsit küldtek a Hawthorne Innbe, Capone cicerói főhadiszállására. Al sértetlenül megúszta: testőre lenyomta az étkező padlójára, és testével védelmezte.
Egymás után intézte el ellenségeit, különösen a North Side Ganget, leghíresebb gyilkossága, amit saját kezűleg követett el, egy árulás résztvevőinek a lemészárlása volt. Mikor a Hop Toad Giunta és két fegyverese függetleníteni akarták magukat – minek érdekében ellenségeivel is együttműködtek a vezér elpusztítását tervezve –, Capone meghívta az árulókat a tiszteletükre adott bankettra, majd a parti tetőfokán elővett egy buzogányt, amely ajándéknak volt becsomagolva, és mindegyiknek szétverte a fejét. Egy másik eset alkalmával az Illinois állambeli Cicero polgármestere egyszer olyan intézkedést is hozott, melyet előzőleg nem egyeztetett vele. Ezért Al a városháza lépcsőjén megütötte és rugdosta, mindezt úgy, hogy a helyszínen lévő rendőrök nem avatkoztak be.

### Silver Street

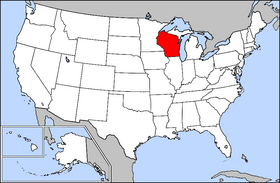
Wisconsin állam

A Silver Street a Capone-banda bűnözési körzete volt az 1920-as években a Wisconsin állambeli Hurley-ben. Legnagyobb része másodosztályú lokálokból állt, ahol a Kanadából hozott lányoknak a lopás „művészetét” oktatták. Miután kitanították, szétszórták őket szerte a városban és az országban.
A legtöbb kanadai elcsalt lány azt hitte, hogy táncosnői állásra hívják, de megérkezésükkor közölték velük, hogy a munkát más lány kapta meg. Legtöbbjüknek annyi pénze sem volt, hogy visszafordulhasson, így ezt használták ki. Hamar kitanulták a gyors lenyúlás művészetét, hogy miután leitatták, hogyan szedjék ki a páciens zsebéből a tárcát, vegyék ki a pénzt, és csempésszék vissza ugyanoda. Azokat a lányokat, akik nem akartak ebben részt venni, azokat prostitúcióra kényszerítették.
A szökni próbáló lányok megtorlása verés volt, késelés, vagy ha példát akartak statuálni, savval arcon öntés. Legtöbbjüket kábítószerfüggővé tették, hogy könnyebben kezelhetővé váljanak. A táncosnői állás álmából általában sztriptíztáncosnői rémálom lett. A Silver Street-i üzlet időközben elsorvadt, a második világháború után a bordélyházak helyett független call-girl hálózatok jöttek létre.

### AValentin-napi mészárlás
Chicagóban 1929-re egyetlen veszélyes riválisa, George „Bugs” Moran maradt talpon. Likvidálását február 14-ére, Valentin napra időzítette. Jack „Géppuska” McGurn ötlete nyomán Morant és embereit egy jó üzlettel kecsegtetve a Lincoln Park közelében található S-M-C Cartage Company garázsába csalták, ahol Capone bandájának tagjai rendőrruhába öltözve rájuk rontottak, és igazoltatás címén a falhoz állították őket, arccal a fal felé, majd lőttek. Hét embert (Adam Meyert, Al Weinshanket, James Clarkot, John Mayt, valamint a Gusenberg fivéreket és dr. Reinhardt H. Schwimmert, egy maffiarajongó látszerészt) végeztek ki, akik semmilyen ellenállást nem tanúsítottak, mindvégig azt hitték, rutinellenőrzés folyik. Capone szerencsétlenségére azonban Moran nem volt közöttük, elaludt, így elkésett a találkozóról, éppen a saroknál fordult be, mikor észlelte, hogy mi történik odabent. Moran az ügyben indult nyomozás során egyszer ezt mondta: „Csak Capone képes így ölni.”
Kezdetben azt hitték, Moran embereit valódi rendőrök mészárolták le, de Calvin H. Godard törvényszéki fegyverszakértő megvizsgálta a lövedékeket és egyértelműen megállapította, hogy azok nem származhattak rendőrségi fegyverekből. A gyilkosság eszközei egy évvel később kerültek elő a profi bérgyilkos Fred Burke otthonából, aki köztudottan Capone bandájához tartozott. Noha számtalan vádemelés történt, a Valentin-napi mészárlás tetteseit sohasem sikerült kézre keríteni. Feltehetően ez a tette nagyban hozzájárult ahhoz, hogy 1930-ban Chicago Első Számú Közellenségének "nevezték ki" és ezt a címet egészen a közelmúltig egyedül Ő birtokolta.

### Konferencia Atlantic City-ben
Ugyanebben az évben zajlott le az Atlantic City-beli konferencia, a nemzeti bűnözői szindikátust megelőző alvilági megállapodás. A tárgyalásoknak Nucky Johnson, a város alvilágának főnöke volt a házigazdája, aki garantálta, hogy nem lesz összetűzés a helyi rendőrséggel. Johnson álnéven regisztráltatta őket a Break Luxushotelben, azonban mikor a személyzet megpillantotta Caponét, Nig Rosent és társait, már mit sem értek az álnevek, egyszerűen nem engedték be őket. Mivel a gengszterek meg akarták őrizni inkognitójukat, elviselték a megaláztatást, ekkor csatlakozott a csoporthoz Johnson is, akire Capone azonnal rárivallt, amit heves és éles vita követett. Egyszer csak Johnson belökte Alt a limuzinba, és ráparancsolt a többiekre, hogy csatlakozzanak a karavánhoz. A kocsik a Ritz felé vették az irányt. A még mindig dühös Capone letépkedte a Ritz falairól a képeket, és mindet Johnson lába elé vágta. Lucky Luciano így emlékszik vissza a történtekre: „Mindenki az őrület határán volt, és arra koncentrált, hogy valahogy lecsillapítsa Alt. Nos, így kezdődött a gyűlésünk.”
Caponét rengeteg támadás és kritika érte a Valentin napi mészárlás miatt, ezért, hogy az indulatokat enyhítse, beleegyezett abba, hogy a találkozó végeztével rövid időre börtönbe vonul. A gyűlés sikeresen zárult, a végén ő és Johnson összeölelkeztek. Hamarosan Philadelphiába utazott, ahol fegyverrel való visszaélésért vád alá helyezték, majd elítélték. Rövid büntetését Pennsylvaniában ülte le meglehetősen kényelmes körülmények között. Tágas, egyszemélyes cellát kapott, melyet bebútoroztatott, volt ott szőnyeg, képek a falon, asztal és könyvespolc, konyhabútor, lámpák és egy értékes rádió, ráadásul – a többi börtönlakóval ellentétben – mindennap fogadhatott látogatókat. Telefon ugyan nem volt bekötve a cellájába, de az igazgatói irodában lévő készüléket bármikor használhatta, és ilyenkor természetesen egyedül hagyták.

### Capone végzete

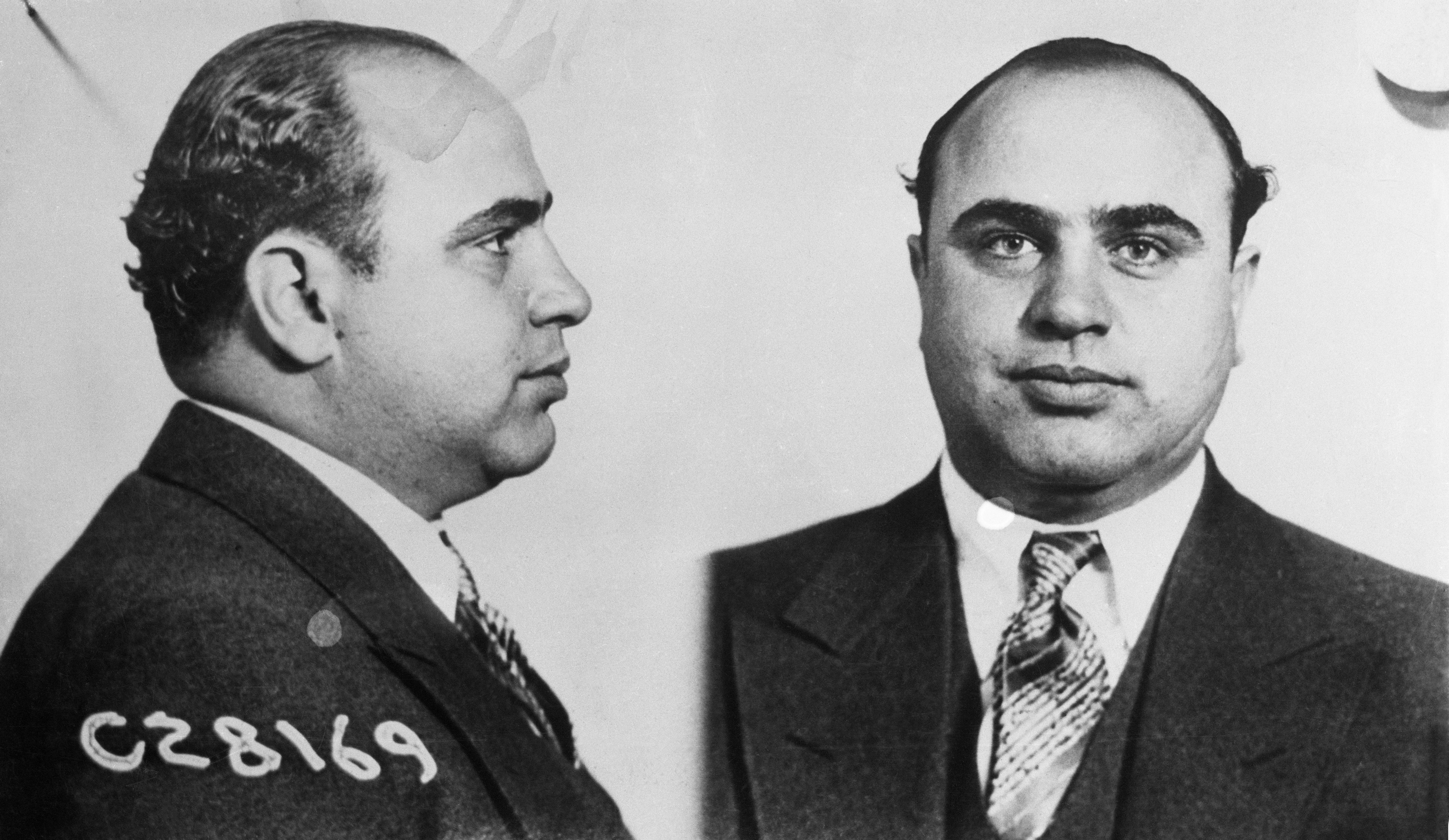
Al Capone egy rendőrségi felvételen, 1931-ben

Az 1920-as évek végén a helyi rendőrségnek nem volt semmi ötlete arra vonatkozóan, hogyan lehetne őt rács mögé juttatni. A feladat Frank J. Wilsonra, a Pénzügyminisztérium ügynökére hárult. Elmer I. Irey, az adóhivatal egyik főnöke azzal a javaslattal állt elő, hogy mivel több éven át nem nyújtott be adóbevallást, Caponét a Legfelsőbb Bíróság 1927-es határozata alapján ítéljék el, mely fenntartotta a jogot a kormány számára, hogy adót szedjen még illegális bevételek után is. Ehhez először is el kellett dönteniük, vajon bruttó bevételei meghaladják-e az évi ötezer dolláros adómentességi határösszeget, de Caponénak nem voltak bankszámlái, soha nem írt alá csekket és semmilyen számlát, valamint semmilyen ingatlan nem volt a nevén. Wilsonnak sikerült a banda belsejébe ügynököket építenie, mikor erős nyomás nehezedett Alra, az egyik besúgó ezt mondta róla: „Al úgy zabálta az aszpirint, mint a mogyorót, hogy legalább aludni tudjon.”
Hogy menekülni próbáljon, öt fegyverest utasított Wilson kivégzésére, a szövetségiek azonban megneszelték tervét és megpróbáltak hatást gyakorolni rá, hogy hívja vissza bérgyilkosait, de ő eltűnt, ezért a letartóztatására irányuló próbálkozások kudarcot vallottak. Az ügynökök Johnny Torrióhoz fordultak, aki éppen Chicagóban volt. Torrio megmagyarázta Caponénak, hogy a merénylet tervének lelepleződésével nem ajánlatos azt végrehajtani, így Capone visszavonta a gyilkosságra adott megbízását. Az ügy bíróságra került és Capone főkönyvei a szövetségiek könyvelőinek kezébe. 1931. október 24-én Capone végül adócsalás miatt került börtönbe.
Wilson mellett egy másik ügynök is, a fiatal Eliot Ness is dolgozott Al Capone leleplezésén. Ness az alkoholtilalom megszegését próbálta rábizonyítani, de törekvése hasztalan volt, mert a társadalom széles köre éppúgy ellene volt a törvénynek, ezért nem is segítették sokszor a nyomozók munkáját, sőt előszeretettel vásárolták az alkoholt a gengszterektől. Ness még látványos akciókkal sem tudott sikereket elérni, mert nem tudta alapjaiban megingatni a Capone-birodalmat.

### A szikla

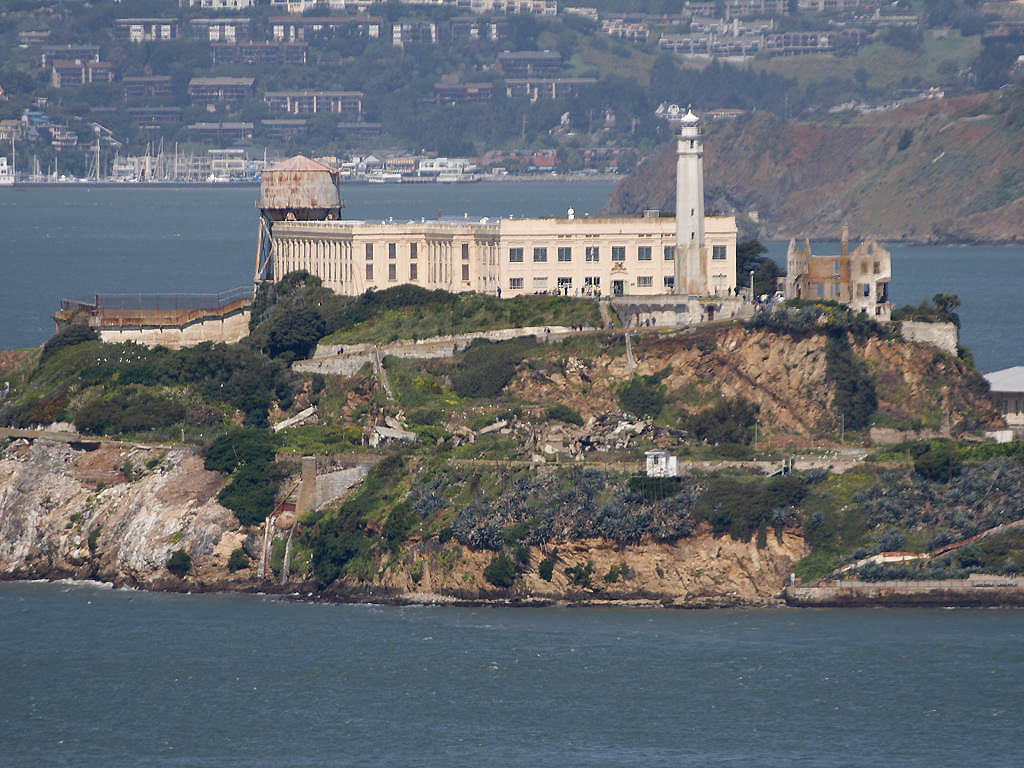
Az Alcatraz-sziget

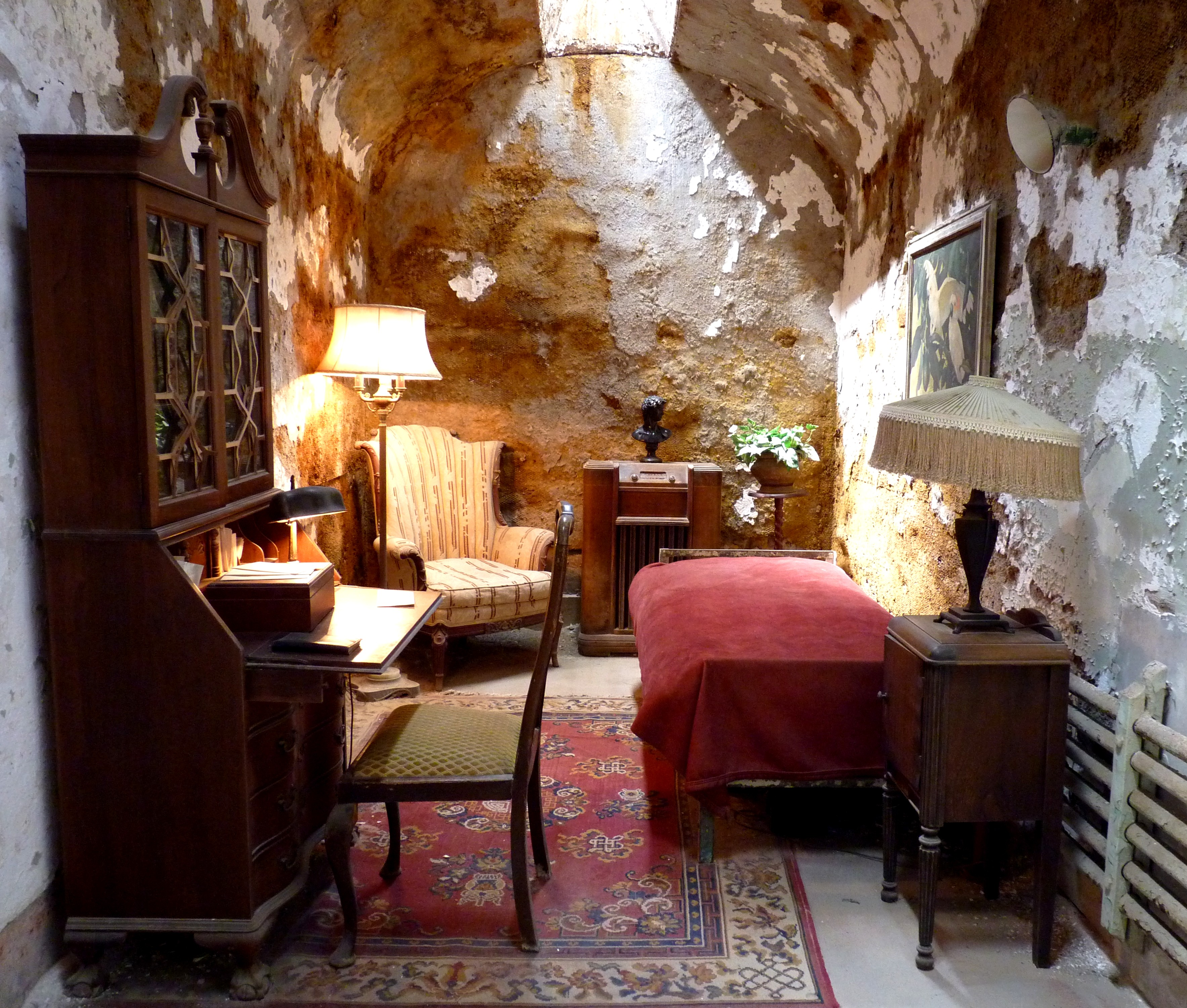
Capone cellája az Eastern State Penitentiary-ben, első börtönbüntetése idején

1934-ben szállították át az Alcatraz-szigetre Atlantai börtönéből. Egyszer sorba állították a fodrásznál a rendszeres havi nyírás miatt. A nagyhatalmú maffiavezér Capone természetesen mindjárt a sor elejére állt, pont James Lucas texasi bankrabló elé. Lucas ráförmedt Caponéra: „Hé, seggfej, húzz vissza a sor végére!” Capone megfordult, és megsemmisítő tekintettel nézett végig Lucason: „Tudod, hogy ki vagyok én, szarházi?” – kérdezte. Lucas kikapta az ollót a fodrász kezéből, és a hegyét Capone zsíros nyakához szorította: „Ja, tudom ki vagy, hájpacni, és ha nem húzol vissza ennek a kibaszott sornak a végére, azt is tudni fogom, hogy ki voltál” – mondta. Capone ezután visszább fogta magát, bár több konfliktusa is volt rabtársaival.
Nem törődött például a börtönsztrájkkal, ami egy elítélt halála miatt tört ki, akitől a börtönigazgató szimulálás címén megtagadta a kezelést, és ő a mosodai munkahelyén maradt. Ezért rabtársai kiközösítették. A sztrájk letörése után a mosodában egy ismeretlen elítélt egy tolóablak ellensúlyát vágta a fejéhez, de egy másik rab félrelökte és így a súly csak a karját találta el. Caponét új helyre rakták, a fürdőkabinokat kellett felmosnia, mire a rabok egyből felmosórongyos digónak kezdték gúnyolni. 1936. június 23-án Lucas mögéje lopózott a mosdóban és hátba szúrta egy ollóval, ami miatt egy hétig feküdt kórházban és utána Lucast magánzárkába helyezték. Több próbálkozás volt még Capone ellen, de mindig megvédte magát vagy valaki a segítségére sietett. Ezek a történetek eljutottak az újságokhoz is, Capone felesége sikertelenül próbálkozott az államügyésznél, hogy férje másik börtönbe kerüljön át. Büntetése későbbi éveiben egészsége megromlott, elméje kezdett elborulni, szifilisze részleges bénulást okozott szervezetében. Büntetése lejártakor, 1939 novemberében a 39 éves, félig roncs Caponét szabadlábra helyezték.

### Elsötétült évek
Egy baltimore-i kórházban kezelték, majd a családja elvitte őt floridai birtokára, ahol életének utolsó nyolc évét töltötte, mentálisan világos és sötét periódusok váltakozásában. Capone kétséget kizáróan tudtán kívül már ifjú korától szenvedhetett valamilyen elmebetegségben, amit alátámasztanak, hogy elég gyakran voltak ok nélküli dühkitörései. Ez a betegség elhatalmasodott rajta a Sziklán eltöltött idők során, és amikor kiszabadult, már a teljes idegrendszere az összeomlás szélén volt.
Chicagói emberei gyakran meglátogatták, de már nem tudott visszatérni alvilági tevékenységéhez, sosem lett újra a régi önmaga. A chicagói újságírók megkérdezték régi hűséges segítőjét, Jake „Zsírosujjú” Guzikot, vajon Capone visszatér-e valaha a banda élére. „Al tiszta hülye” – volt a válasza. 1947. január 21-én agyvérzést kapott. Bár az öntudatát hamar visszanyerte, és egy időre jobban is érezte magát, január 24-én tüdőgyulladást kapott, melyből már sosem épült fel, másnap, 8 nappal 48. születésnapja után meghalt.

## Emlékezete

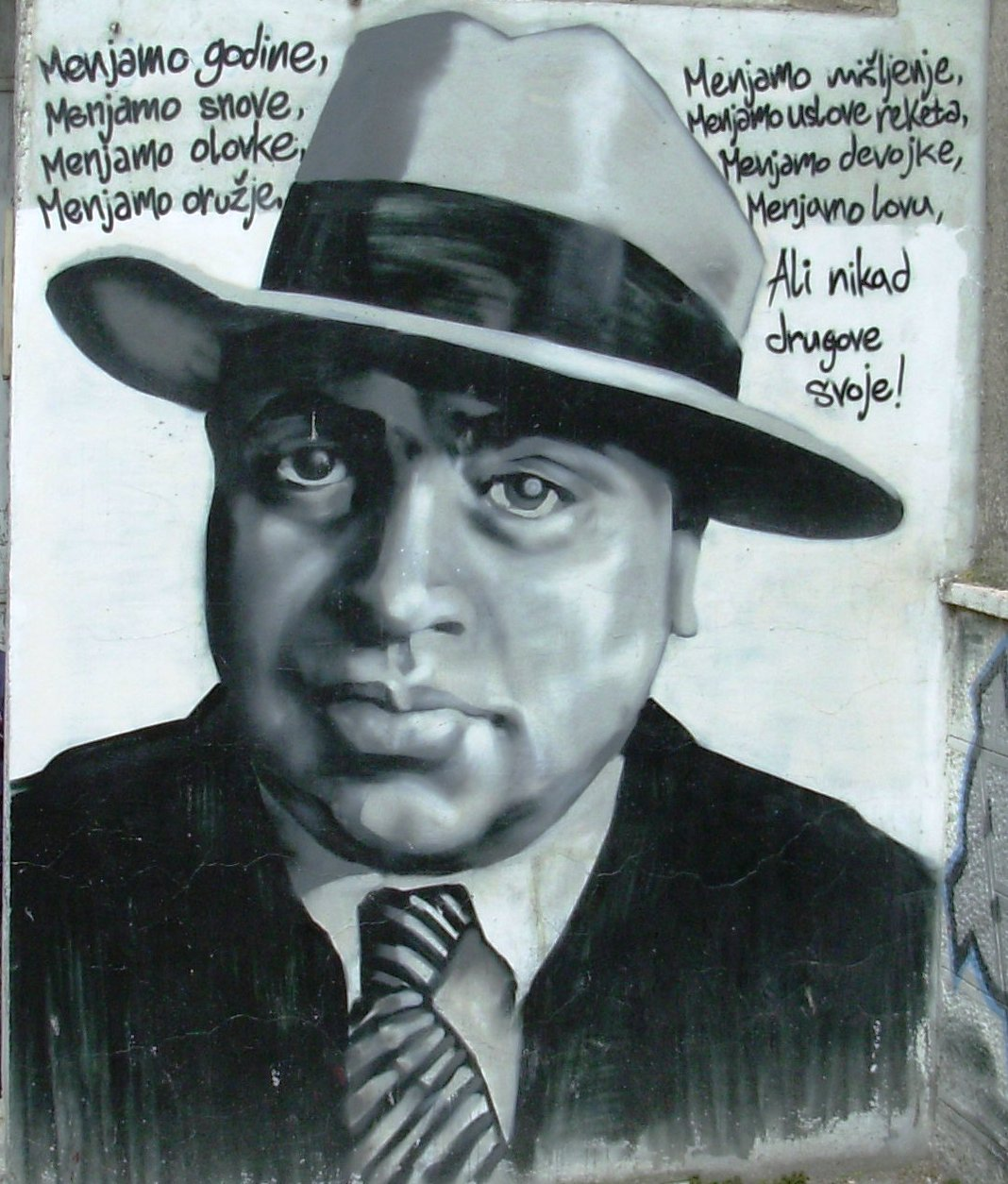
Al Capone graffiti Belgrádban

A sebhelyes arcú című film 1932-ben készült. Két jelentős film előzte meg, A kis Cézár és a Közellenség. A sebhelyes arcú keltette a legnagyobb hatást az Al Caponétól való félelem miatt. A sebhelyet pontosan ábrázolta, ám a hitelesség nem mindig volt pontos a filmben, különösen a főhőssel kapcsolatban. Capone elég erős hasonlóságot látott a filmben és magában felfedezni, ezért elküldte két bérgyilkosát, hogy derítsék ki az igazságot.
A forgatókönyvet Ben Hecht írta Howard Hughes stúdiója számára. Egyik éjjel kopogtattak Hecht Los Angeles-i hotelszobájának ajtaján, két sötét alak állt az ajtóban a forgatókönyv másolatával. „Te vagy az a fickó, aki ezt írta?” – kérdezték. Az író beismerte, hogy ő az. „Ez az anyag Al Caponéról szól?” – folytatták a faggatást. „Uramisten, dehogy! Nem is láttam Alt” – magyarázta Ben, majd felsorolta a gengszterek nevét, akiket még riporter korából ismert. Capone bérgyilkosai megnyugodtak. „Akkor O.K. Meg fogjuk mondani Alnek, hogy ez az anyag, amit írtál, más fickóról szól.”, majd az ajtóból visszafordulva még megkérdezték: „Ha ez az anyag nem Al Caponéról szól, miért »A sebhelyes arcú« a címe? Mindenki rá fog gondolni.” Ben találékony válasza ez volt: „Nos, pont ezért ez a címe, mivel Al egyike korunk leghíresebb és leglenyűgözőbb embereinek. Ha »A sebhelyes arcú« a film címe, mindenki meg akarja majd nézni, arra számítva, hogy Alról szól. Az üzletnek ezt a részét rendezői ügyességnek hívjuk.” Ezt a választ azonnal elfogadták a gengszterek. „Meg fogjuk mondani Alnek. Ki a faszom ez a Howard Hughes?” Ben megnyugtatta őket: „Neki semmi köze a dologhoz, pusztán ennek a kurafinak van meg a pénze hozzá.”. „Oké. A pokolba vele”' – válaszoltak a fiúk, és megbékélve távoztak. Chicago városa a második világháború kitöréséig a filmet betiltotta.
Nagyon sokan még ma is tévesen azt hiszik, hogy Eliot Ness szövetségi ügynök fogta el Caponét. Ez azonban nem igaz, hiszen Ness találta ki a történetet. Már korábban is azzal akart híressé és gazdaggá válni, hogy leszámol a gengszterfőnökkel. Caponénak azonban nem volt igazi ellenfél Ness, sőt többször bohócot csinált belőle, mivel egy-egy akciója során seregnyi újságíró és riporter követte ez elég komoly sajtóvisszhangot is kapott.
Al Capone graffitik és poszterek rendre feltűnnek az FK Partizan szurkolók kelléktárában. A képen is látható szerb szöveg szerint le lehet cserélni az álmot, a tollat, a fegyvert, a barátnőt, a pénzt, de a barátot soha.
Capone nem pusztán a szervezett bűnözés atyja, hanem ő alakította ki azt a máig élő gengszter divatot, amit a mostani maffiavezérek is éppúgy szívesen követnek. Capone korábban ki nem állhatta, ha a sajtó foglalkozik vele, de később rájött, hogy a népszerűség sokat javíthat hírnevén, sőt segítheti is a hatóságok elleni küzdelemben, mert akkor a közvéleményt maga mellé tudja állítani. Sokat állt fényképezőgép és kamera elé elegáns ruhában, megnyerő mosollyal és kedves magatartással. Kifejezetten népszerű lett így sokak körében. Népszerűségét fokozta, hogy a nagy gazdasági válság idején ételt osztott a rászorulóknak, amivel az emberek rokonszenvét akarta megnyerni, amikor a bíróság elé állították. Valójában a közvélemény rokonszenve ellenére nem sikerült kihúznia magát a csávából, mert épp a hírneve okozta a vesztét is. Köztudomású volt, hogy mivel foglalkozik, ráadásul az adócsalás bűntettét még a vele rokonszenvező emberek többsége is egységesen elítélte.

## Al Capone életéről készült filmfeldolgozások

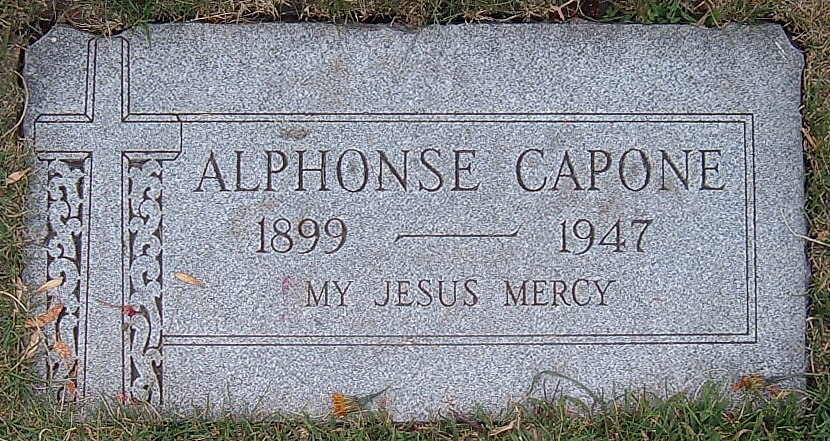
Al Capone sírja, Mount Carmel Cemetery, Hillside, Illinois, Egyesült Államok

- A sebhelyes arcú (Scarface) – rendező Howard Hawks, 1932
- Al Capone – rendező Richard Wilson, 1959
- The St. Valentine's Day Massacre – rendező Roger Corman, 1967
- Capone – rendező Steve Carver, 1975
- A sebhelyesarcú (Scarface) - rendező Brian De Palma 1983
- Aki legyőzte Al Caponét (The Untouchables) – rendező Brian De Palma, 1987
- Al Capone: Scarface – rendező Judy Cole (dokumentumfilm), 1987
- The Verne Miller Story – rendező Rod Hewitt, 1987
- The Lost Capone – rendező John Gray, 1990
- Dillinger and Capone – rendező John Purdy, 1995
- The St. Valentine's Day Massacre – rendező Scott Paddor (dokumentumfilm), 1997
- The Legacy of Al Capone (dokumentumfilm), 2001
- Capone - rendező Josh Trank 2020